# پاند
پاند (به مجاری:  Pánd) یک شهرداری در مجارستان است که در ناحیه نادی‌کاتا واقع شده‌است. پاند ۲۲٫۲۱ کیلومتر مربع مساحت و ۲٬۰۸۳ نفر جمعیت دارد.